# Гончарова Зоя Юхимівна
Зо́я Юхи́мівна Гончаро́ва (нар. 1924, місто Катеринослав, тепер Дніпро Дніпропетровської області — ?) — українська радянська діячка, головний лікар Золотобалківської дільничної лікарні Нововоронцовського району Херсонської області. Депутат Верховної Ради УРСР 7—8-го скликань.

## Біографія
Народилася у родині робітника. У 1941 році закінчила середню школу. Після звільнення міста Дніпропетровська від німецьких військ вступила до Дніпропетровського медичного інститут, який закінчила у 1951 році та здобула фах лікаря.
У 1951—1961 роках — завідувач дільничної лікарні села Малі Гирли Нововоронцовського району Херсонської області.
З 1961 року — головний лікар Золотобалківської дільничної лікарні Нововоронцовського району Херсонської області.
Член КПРС з 1968 року.

## Нагороди
- Орден «Знак Пошани» (1966)
- Медаль «За доблесну працю. На відзнаку 100-річчя від дня народження Володимира Ілліча Леніна»
- Почесна грамота Президії Верховної Ради УРСР (1962)
- значок «Відмінник охорони здоров'я» (1965)